# Fargo (Film)
Fargo (dt. Fernsehtitel Fargo – Blutiger Schnee) ist eine schwarze Komödie des Regisseurs Joel Coen, der zusammen mit seinem Bruder Ethan Coen auch das Drehbuch verfasste. Der Film spielt 1987 im verschneiten nördlichen Mittleren Westen der Vereinigten Staaten.
Für die Darstellung eines schwangeren Sheriffs (Marge Gunderson) erhielt Frances McDormand 1997 den Oscar als beste Hauptdarstellerin, die Coen-Brüder erhielten den Oscar für das beste Originaldrehbuch.

## Handlung
Im Winter des Jahres 1987 arbeitet Jerry Lundegaard in Minneapolis als Verkaufsleiter in dem Autohaus seines dominanten Schwiegervaters Wade Gustafson, steckt aber in großen finanziellen Schwierigkeiten. Mit Hilfe des vorbestraften indianischen Werkstattmitarbeiters Shep Proudfoot heuert er deshalb in Fargo (North Dakota) zwei Kriminelle an, den schweigsamen Gaear Grimsrud und den nervösen Schwätzer Carl Showalter. Sie sollen seine Ehefrau Jean „ohne Brutalität“ entführen, um von Jerrys Schwiegervater ein Lösegeld in Höhe von 80.000 US-Dollar zu erpressen. Lundegaard stellt den beiden einen Neuwagen zur Verfügung und verspricht ihnen die Hälfte des Lösegeldes. Tatsächlich will er aber von seinem reichen Schwiegervater eine Million Dollar erpressen.
Beim nächtlichen Transport von Lundegaards entführter Frau in ihr Versteck – ein abgelegenes Ferienhaus an einem See – werden die Entführer auf einer einsamen Landstraße von einem Streifenpolizisten kontrolliert, da Showalter zu faul gewesen war, die vorgeschriebenen Überführungskennzeichen an ihrem Auto zu montieren. Nach einem erfolglosen Bestechungsversuch durch Showalter erschießt Grimsrud kaltblütig den Polizisten und, nach einer kurzen Verfolgungsjagd, zwei Tatzeugen, die den Mord beobachtet hatten. Die hochschwangere Polizeichefin Marge Gunderson aus Brainerd nimmt am nächsten Morgen die Ermittlungen auf. Aus dem letzten Eintrag des ermordeten Polizisten ergibt sich eine erste Spur, die zu zwei Prostituierten führt, deren Dienste die Täter in Anspruch genommen hatten.
Der herrische Schwiegervater hält Lundegaard für unfähig und will das Lösegeld selbst übergeben. Damit durchkreuzt er Lundegaards Plan, den beiden Entführern den Großteil des Lösegeldes vorzuenthalten. Auch provoziert er mit seinem fordernden Auftreten am Übergabeort, einem Parkhaus, den Entführer Showalter, und es kommt zu einem Schusswechsel, bei dem der Schwiegervater tödlich getroffen wird. Der seinerseits im Gesicht verletzte Showalter ermordet auf der Flucht einen Parkwächter und stellt fest, dass die im Koffer mitgebrachte Summe eine ganze Million beträgt. Er versteckt den unerwarteten Mehrerlös vor seinem Komplizen in einer Schneewehe am Rand der Straße zum Ferienhaus und markiert die Stelle, indem er einen roten Eiskratzer in den Schnee steckt.
Marge Gunderson hat mittlerweile die Spur der Mörder über deren Verbindung zu dem Mechaniker Proudfoot und über den benutzten Wagen zum Autohaus zurückverfolgt und fordert vom störrischen Lundegaard eine Inventur seines Fahrzeugbestands, worauf dieser, nach einer längeren Diskussion mit der insistierenden Polizistin, Hals über Kopf flüchtet. Durch Hinweise eines Barkeepers wird die Polizei auf das Ferienhaus aufmerksam, in dem sich Showalter und Grimsrud versteckt halten. Dort hat Grimsrud inzwischen Lundegaards Frau ermordet, weil sie ihm auf die Nerven ging. Danach tötet er auch Showalter im Streit um die Aufteilung der Beute. Grimsrud wird bei der Leichenentsorgung per Gartenschredder von Gunderson überrascht, bei einem Fluchtversuch angeschossen und festgenommen. Lundegaard, welcher sich inzwischen unter falschem Namen im benachbarten Staat North Dakota versteckt, wird von der dortigen Polizei in einem Motel außerhalb der Hauptstadt Bismarck ausfindig gemacht und überwältigt.
In der Schlussszene freuen sich Marge und ihr Mann auf das Baby, das in zwei Monaten kommen soll.

## Rezeption

### Kritiken
Fargo erhielt ein sehr gutes Presseecho, was sich auch in den Auswertungen US-amerikanischer Aggregatoren widerspiegelt. So erfasst Rotten Tomatoes fast ausschließlich wohlwollende Besprechungen und ordnet den Film dementsprechend als „Zertifiziert Frisch“ ein. Metacritic ermittelt aus den vorliegenden Bewertungen „Allgemeines Kritikerlob“. Und They Shoot Pictures, Don’t They? zählt den Film zu den 300 angesehensten Werken der Filmgeschichte. Es folgen einige repräsentative Pressestimmen:

„Ein spannender Thriller mit perfekt eingesetzten Zutaten des Genres, aber ebenso viel Gespür für Komik und Absurditäten. Darüber hinaus ein geradezu anrührendes Porträt von Land und Leuten.“

Der legendäre Kritiker Roger Ebert zählte Fargo bereits bei Veröffentlichung zu „den besten Filmen, die er je gesehen hat“, und hob besonders die Darsteller hervor:

„Macy erschafft das unerträgliche Leid eines Mannes, der schnell denken muss und durcheinander ist vor lauter Angst, Schuldgefühl und der Wahnvorstellung, er könne dieses Ding immer noch irgendwie durchziehen. […] Frances McDormand sollte sich eine Oscar-Nominierung mit diesem Auftritt sichern, der in jedem einzelnen Moment aufrichtig ist und doch, heimlich, leise, insgesamt überlebensgroß.“

„Fargo ist ein Heimatfilm nach allen Regeln der Kunst, eine Huldigung an die Provinzialität dieses ,skandinavischen‘ Mittelwestens […] Nie haben die Coen-Brüder eine Geschichte (von der sie heimtückischerweise behaupten, daß sie eine wahre und aktenkundige sei) so detailreich, so lakonisch, so liebevoll und so wenig von oben herab erzählt, auch so entspannt, ja so menschenfreundlich.“

### Auszeichnungen
Oscars 1997
Auszeichnungen:
- Beste Hauptdarstellerin: Frances McDormand
- Bestes Originaldrehbuch: Joel Coen und Ethan Coen

Nominierungen:
- Bester Film
- Beste Regie: Joel Coen
- Bester Nebendarsteller: William H. Macy
- Beste Kamera: Roger Deakins
- Bester Schnitt: Roderick Jaynes (Pseudonym für Joel und Ethan Coen)

Internationale Filmfestspiele von Cannes 1996
- Beste Regie: Joel Coen

BAFTA Awards 1997
- David Lean Award für die beste Regie: Joel Coen

Golden Globes 1997
Nominierungen:
- Bester Film – Musical oder Komödie
- Bester Regisseur (Spielfilm): Joel Coen
- Beste Darstellerin – Musical oder Komödie: Frances McDormand
- Bestes Drehbuch (Spielfilm): Joel und Ethan Coen

Weitere
- New York Film Critics Circle – Bester Film
- National Board of Review – Beste Hauptdarstellerin: Frances McDormand
- National Board of Review – Beste Regie: Joel Coen
- Screen Actors Guild Award – Beste Hauptdarstellerin: Frances McDormand
- Writers Guild of America – Bestes Drehbuch: Joel und Ethan Coen
- Independent Spirit Award – Bester Film
- Chicago Film Critics Association Award für das beste Drehbuch
- Nominierung für die Goldene Palme
- Fargo belegt Platz 84 in der 1998 vom American Film Institute veröffentlichten Liste der 100 besten amerikanischen Filme.
- Im Jahr 2006 wurde Fargo in das National Film Registry aufgenommen.

## Einspielergebnisse
Am Eröffnungswochenende spielte Fargo über 730.000 (Inflationsbereinigt: 1,46 Millionen) US-Dollar in den Vereinigten Staaten ein. Der Film kommt auf weltweite Einnahmen von 60,6 Millionen Dollar (Inflationsbereinigt: 121 Millionen), von denen 24,6 Millionen (Inflationsbereinigt: 49 Millionen) aus den USA kommen. Somit spielte er ein vielfaches seines Budgets von 7 Millionen US-Dollar (Inflationsbereinigt: 14 Millionen) ein.

## Trivia
- Obwohl der Film ihr den Titel verdankt, kommt die Stadt Fargo (North Dakota) darin nur zu Beginn kurz vor. Der größte Teil der Handlung spielt im benachbarten US-Bundesstaat Minnesota, aus dem auch die Coen-Brüder stammen.
- Vor der Einfahrt in die Stadt Brainerd steht im Film eine große Statue Paul Bunyans. Diese Szene wurde jedoch in Bathgate, North Dakota, gedreht.
- Der Leihwagen, den das Entführerduo fährt, ist ein Oldsmobile Cutlass Ciera.
- In einer Einblendung am Anfang des Films wird behauptet: „Dies ist eine wahre Geschichte. Die in diesem Film dargestellten Ereignisse beruhen auf einem Verbrechen, das im Jahr 1987 in Minnesota geschah. Auf Wunsch der Überlebenden wurden die Namen geändert. Aus Respekt vor den Toten wurde der Rest der Geschichte genau so erzählt, wie sie sich zugetragen hat.“ Nach Recherchen von Journalisten gaben die Coen-Brüder in einem Interview jedoch zu, dass es sich dabei um einen Scherz handelte. Der aufmerksame Zuschauer konnte allerdings bereits im Abspann lesen: „Ähnlichkeiten mit lebenden oder toten Personen sind nicht beabsichtigt …“
- Der Regisseur Joel Coen und die Hauptdarstellerin Frances McDormand sind seit 1984 verheiratet.
- Die Schauspielerin Kristin Rudrüd (Jean Lundegaard) wurde in Fargo geboren.

## Fernsehserie
Seit 2014 gibt es eine Fernsehserie mit derzeit fünf Staffeln zum gleichnamigen Film. Die Handlung der ersten Staffel beginnt im Jahr 2006 und knüpft an die Ereignisse von 1987 an.